# Ligue des nations de l'UEFA
Cet article traite de la Ligue des nations masculine de l'UEFA. Pour la Ligue des nations féminine de l'UEFA, voir Ligue des nations féminine de l'UEFA.
Pour les articles homonymes, voir Ligue des nations.
La Ligue des nations de l'UEFA est une compétition masculine européenne de football entre nations. 
Instaurée en 2018, elle est organisée par l'UEFA comme une compétition de sélections internationales bisannuelle, ce qui la différencie de la Ligue des champions (compétition de clubs). Elle est organisée pour la première fois en 2018 comme une compétition biennale (tous les deux ans). La première édition se tient lors de la saison 2018-2019 où le Portugal devient la première nation à remporter le titre, en disposant des Pays-Bas 1-0.
La France a ensuite remporté la deuxième édition, face à l'Espagne(2-1). Puis l’Espagne s’impose, après sa victoire en 2023 aux tirs au but contre la Croatie.
Le Portugal arrive à bout de l'Espagne lors de l'édition 2024-2025 après les prolongations (2-2) puis une séance de tirs au but (5-3).

## Origines
Le but du projet est de remplacer les matches amicaux internationaux entre pays européens qui n'ont souvent que peu d'intérêt pour les sponsors, avec de faibles oppositions. Pour les grandes équipes, c'est l'occasion de disputer un nouveau trophée alors que les petites et moyennes équipes peuvent y gagner une place pour l'Euro, ainsi que la chance de pouvoir participer à des matches équilibrés pour apprendre à gagner et à s'améliorer. 
Pour les supporters, c'est une occasion d'avoir une nouvelle compétition dans laquelle soutenir leurs équipes. Des matches amicaux seront toujours disputés mais à une cadence plus modérée et en privilégiant des équipes venant d'autres continents.

## Format

### 2018-2019
La Ligue des nations se déroule en deux phases : d'abord entre septembre et novembre se tient la phase de groupe, puis en juin de l'année suivante a lieu la phase finale de la Ligue des nations. Les équipes nationales des 55 associations membres de l'UEFA participent à cet événement.
Pour la première édition (2018-2019),, les 55 équipes nationales sont réparties en quatre divisions en fonction du coefficient UEFA des nations établi à l'issue de la fin des éliminatoires de la Coupe du monde 2018.

### 2020-2023
À partir de la deuxième édition (2020-2021), les équipes sont réparties en fonction de leur position au classement général de l'édition précédente, mais cette répartition change : 
- 16 équipes dans la Ligue A ;
- 16 équipes dans la Ligue B ;
- 16 équipes dans la Ligue C ;
- 7 équipes dans la Ligue D.

Les Ligues A, B et C sont divisées chacune en quatre groupes de quatre équipes, et la Ligue D en deux groupes : un de trois équipes et l'autre de quatre équipes. Ainsi, chaque équipe joue entre quatre et six matches dans sa poule (matches aller-retour), entre septembre et novembre.
Dans chaque ligue (A, B, C, D), le classement général est calculé en fonction de la position des équipes dans leurs groupes, puis des points marqués, de la différence de buts, des buts marqués, des buts marqués à l'extérieur, des victoires, des victoires à l'extérieur, des critères disciplinaires et des coefficients UEFA. Dans la Ligue D, les résultats face à l’équipe quatrième ne sont pas pris en compte afin de comparer les équipes classées première, deuxième et troisième de chaque groupe.
Depuis la seconde édition, les équipes sont en compétition pour la promotion et la relégation à une division supérieure ou inférieure. Dans chaque Ligue, les vainqueurs de poules (sauf la Ligue A) sont promus en division supérieure, tandis que les dernières équipes classées de chaque poule (exception faite de la Ligue D) sont reléguées. Dans la Ligue A, les équipes sont en compétition pour devenir les champions de la Ligue des nations de l'UEFA. Les quatre vainqueurs de poules de la Ligue A sont qualifiés pour le « carré final », qui se joue en juin et le vainqueur de la finale est couronné « champion de la Ligue des nations ».
| Rang           | Ligue A      | Ligue B    | Ligue C   | Ligue D   |
| -------------- | ------------ | ---------- | --------- | --------- |
| Premiers       | Phase finale | Promotion  | Promotion | Promotion |
| Intermédiaires | Maintien     | Maintien   | Maintien  | Maintien  |
| Derniers       | Relégation   | Relégation | Barrage   | Maintien  |

### À partir de 2024
Le 25 janvier 2023, l'UEFA annonce des modifications concernant le format de la Ligue des nations,.
Aucun changement n'a lieu concernant la structure de la phase de groupes : 
- le nombre de ligues (4 ligues A, B, C et D)
- le nombre d'équipes présentes dans chaque ligue (16 équipes en Ligue A, B et C; 7 équipes en Ligue D)
- le nombre de groupes dans chaque ligue et le nombre de matches dans chaque groupe.

Entre la fin de la phase de groupe en novembre et le « carré final » en juin, un tour supplémentaire sera mis en place en mars. L'ajout de ce tour permettra d'une part l'extension de la phase à élimination directe passant de 4 à 8 participants avec l'apparition de quarts de finales, et d'autre part l'organisation de barrages de promotion/relégation dans les Ligues A, B et C.
- Introduction des quarts de finale :

Désormais, au terme de la phase de poules, les deux premières équipes de chaque groupe de Ligue A intègreront la phase à élimination directe de la compétition (auparavant seule la première équipe de chaque groupe de Ligue A poursuivait en phase à élimination directe). Ces huit équipes disputeront des quarts de finale qui se joueront sous la forme de matches aller-retour à domicile et à l'extérieur. Les quatre vainqueurs des quarts de finale disputeront le « carré final » en juin et le vainqueur de la finale sera couronné « champion de la Ligue des nations », comme dans les éditions précédentes.
- Introduction des barrages inter-ligues pour la promotion/relégation :

Des barrages de promotion/relégation seront dorénavant organisés sous la forme de matches aller-retour à domicile et à l'extérieur  entre les équipes des Ligues A, B et C. Les équipes classées troisièmes de Ligue A affronteront les équipes classées deuxième de Ligue B et les équipes classées troisièmes de Ligue B affronteront les équipes classées deuxième de Ligue C. Les vainqueurs de ces barrages seront promus en division supérieure ou maintenus tandis que les perdants seront relégués en division inférieure ou maintenus.
- Remarque concernant la Ligue C : Un système de barrage était déjà organisé entre les quatre équipes dernières de leur poule en Ligue C. Les deux vainqueurs de barrages étaient maintenus en Ligue C tandis que les deux perdants étaient relégués en Ligue D (la Ligue D ne comprenant que deux groupes). Dorénavant, les quatre équipes arrivant dernières de leur groupe en ligue C seront départagées selon leurs positions au classement général de la Ligue des nations. Les deux "meilleurs derniers" seront maintenus en Ligue C tandis que les deux autres équipes seront reléguées en Ligue D et seront remplacées lors de l'édition suivante par les deux vainqueurs de poules de la Ligue D sans disputer de matches de barrage.

| Rang | Ligue A      | Ligue B    | Ligue C     | Ligue D   |
| ---- | ------------ | ---------- | ----------- | --------- |
| 1    | Phase finale | Promotion  | Promotion   | Promotion |
| 2    | Phase finale | Barrage    | Barrage     | Maintien  |
| 3    | Barrage      | Barrage    | Maintien    | Maintien  |
| 4    | Relégation   | Relégation | Relégation* | Maintien  |

* : à l'exception des deux meilleurs quatrièmes, qui se maintiennent.

## Qualification pour le Championnat d'Europe et la Coupe du monde
La Ligue des nations de l'UEFA offre en seconde chance des possibilités de qualification pour le Championnat d'Europe et la Coupe du monde de la FIFA.
La première édition (et toutes les éditions impaires qui suivront) est liée par les éliminatoires du Championnat d'Europe de football donnant seulement 20 des 24 places pour le tournoi final, laissant ainsi encore quatre places à déterminer. Les 55 équipes participant aux éliminatoires de l'Euro sont réparties en 10 groupes (cinq groupes de cinq équipes et cinq groupes de six équipes), les deux meilleures équipes de chaque groupe sont qualifiées pour la phase finale. Chaque division de la Ligue des nations se voit attribuer l'une des quatre places restantes pour l'Euro 2020. Dans chaque division, les quatre meilleures équipes non encore qualifiées pour la phase finale de l'Euro sont en compétition dans des barrages, à jouer en mars 2020. Les places pour ces barrages sont d'abord attribuées aux gagnants de chaque poule dans chaque division, et si l'un des vainqueurs de poules est déjà qualifié pour la phase finale de l'Euro, elle est remplacée par l'équipe suivante la mieux classée dans la même division. Dans le cas où, dans une division, il y aurait moins de quatre équipes non encore qualifiées pour l'Euro, les places en barrages sont attribuées à l'équipe suivante la mieux classée dans la division inférieure. Les équipes participantes aux barrages de chaque division s'affrontent dans une phase finale à élimination directe (2 demi-finales et une finale en match simple), les 4 vainqueurs des barrages rejoignent les 20 équipes déjà qualifiées pour l'Euro 2020.
La deuxième édition (et toutes les éditions paires qui suivront) est liée par les éliminatoires de la Coupe du monde de football. À l'issue des qualifications, seules les deux meilleures nations au classement général non qualifiées pour la phase finale de la compétition, disputeront les barrages et donc une possibilité de se qualifier pour la compétition.

## Autour de la compétition

### Le trophée

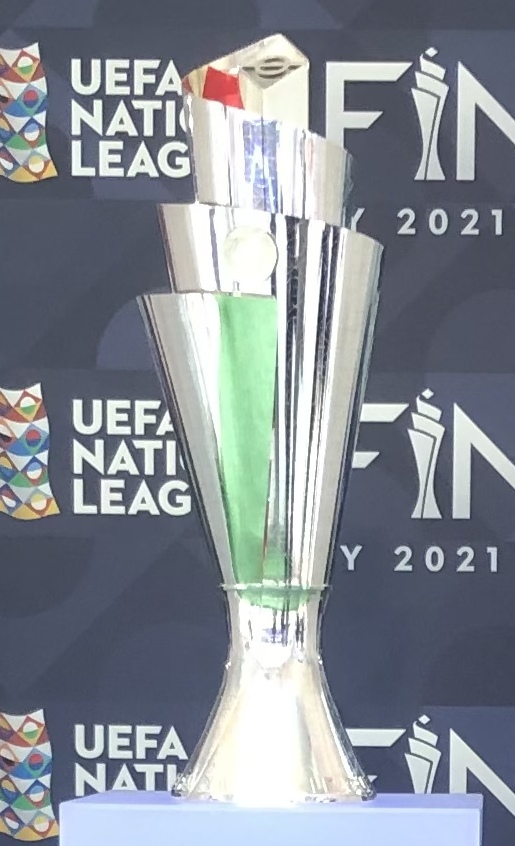
Le trophée de la Ligue des nations.

La compétition permet à des équipes de toutes envergures (ligues A à D) de disputer des barrages de qualification pour le prochain Championnat d'Europe. De plus, elle offre en récompense à la nation gagnante de la phase finale (réservée à la Ligue A) le titre et  le trophée de la « Ligue des nations de l'UEFA ».
Le trophée est directement inspiré du logo de la compétition. Il est entièrement composé d'argent sterling et comporte les couleurs de la compétition reflétées sur la surface argentée. Le trophée pèse 7,5 kilogrammes pour 71 centimètres.

### Hymne officiel
À l'image de la Ligue des champions, la Ligue des nations a son propre hymne, qui est joué à l'entrée des joueurs sur le terrain, lors des cérémonies ainsi qu'à la télévision. Cet hymne a été enregistré auprès d'un orchestre philharmonique et de choristes en latin, en mélangeant style classique à l'électronique pour donner un rendu plus contemporain.

### Nation organisatrice
La phase finale ne peut être organisée que par une des quatre nations qualifiées, c'est pourquoi seules les nations de la Ligue A peuvent postuler. Une candidature n'est recevable que si elle se compose de deux stades de plus de 30 000 places assises, distants de moins de 150 kilomètres. Il y a quatre matches : les deux demi-finales, le match pour la troisième place et la finale.
- Pour la première édition, l'Italie, la Pologne et le Portugal sont les nations candidates à l'organisation de la phase finale. Les trois équipes faisant partie du même groupe (le groupe 3), c'est le vainqueur du groupe qui sera choisi. Le 17 novembre 2018, la sélection portugaise se qualifie, attribuant donc automatiquement l'organisation de la phase finale au Portugal[13].
- Pour la phase finale de 2021, le même schéma se répète : trois nations d'un même groupe (l'Italie, la Pologne et les Pays-Bas, équipes du groupe 1) sont candidates. Le pays organisateur est donc l'Italie, après la qualification de sa sélection pour la phase finale[14].

### Aspects financiers
Comme pour chaque compétition, l'UEFA attribue des primes aux équipes nationales divisées en 3 parties:
- Versements de solidarité (ou versements de participation) en phase de groupe
- Prime de résultat (pour les vainqueurs de groupe)
- Prime de résultat (pour les finalistes de la Ligue A)

| Destinataires                   | Prime                    | Montant par nation | Montant par nation | Montant total |
| ------------------------------- | ------------------------ | ------------------ | ------------------ | ------------- |
| 55 nations participantes        | Versements de solidarité | Ligue A            | 2,25               | 73,875        |
| 55 nations participantes        | Versements de solidarité | Ligue B            | 1,5                | 73,875        |
| 55 nations participantes        | Versements de solidarité | Ligue C            | 1,125              | 73,875        |
| 55 nations participantes        | Versements de solidarité | Ligue D            | 0,75               | 73,875        |
| 16 nations vainqueurs de groupe |                          |                    |                    |               |
| Prime de résultat               |                          |                    |                    |               |
| Ligue A                         | 2,25                     | 22,5               |                    |               |
| Ligue B                         | 1,5                      | 22,5               |                    |               |
| Ligue C                         | 1,125                    | 22,5               |                    |               |
| Ligue D                         | 0,75                     | 22,5               |                    |               |
| 4 nations finalistes (Ligue A)  |                          |                    |                    |               |
| Quatrième                       | 2,5                      | 16,5               |                    |               |
| Troisième                       | 3,5                      | 16,5               |                    |               |
| Finaliste perdant               | 4,5                      | 16,5               |                    |               |
| Vainqueur                       | 6                        | 16,5               |                    |               |

## Palmarès

### Par édition
| 2018-2019 Phase finale | Portugal  | Portugal | 1 − 0                | Pays-Bas | Angleterre | 0 − 0 ap (6 − 5) tab | Suisse    |
| 2020-2021 Phase finale | Italie    | France   | 2 − 1                | Espagne  | Italie     | 2 − 1                | Belgique  |
| 2022-2023 Phase finale | Pays-Bas  | Espagne  | 0 − 0 ap (5 - 4 tab) | Croatie  | Italie     | 3 − 2                | Pays-Bas  |
| 2024-2025 Phase finale | Allemagne | Portugal | 2 − 2 ap (5 - 3 tab) | Espagne  | France     | 2 - 0                | Allemagne |

### Meilleurs buteurs
Ce tableau retrace le classement des meilleurs buteurs toutes ligues confondues.
| Buts | Joueur              | Équipe         | Détail par édition                         | A  | B  | C | D |
| ---- | ------------------- | -------------- | ------------------------------------------ | -- | -- | - | - |
| 19   | Erling Haaland      | Norvège        | 6 en 2020, 6 en 2022, 7 en 2024            |    | 19 |   |   |
| 15   | Cristiano Ronaldo   | Portugal       | 3 en 2018, 2 en 2020, 2 en 2022, 8 en 2024 | 15 |    |   |   |
| 15   | Aleksandar Mitrović | Serbie         | 6 en 2018, 2 en 2020, 6 en 2022, 1 en 2024 | 1  | 8  | 6 |   |
| 11   | Romelu Lukaku       | Belgique       | 4 en 2018, 6 en 2020, 1 en 2025            | 11 |    |   |   |
| 10   | Viktor Gyökeres     | Suède          | 1 en 2022, 9 en 2024                       |    | 1  | 9 |   |
| 9    | Danel Sinani        | Luxembourg     | 3 en 2018, 3 en 2020, 3 en 2022            |    |    | 6 | 3 |
| 8    | Christian Eriksen   | Danemark       | 2 en 2018, 4 en 2020, 1 en 2022, 1 en 2024 | 6  | 2  |   |   |
| 8    | Benjamin Šeško      | Slovénie       | 3 en 2022, 5 en 2024                       |    | 8  |   |   |
| 8    | Teemu Pukki         | Finlande       | 3 en 2018, 2 en 2020, 3 en 2022            |    | 5  | 3 |   |
| 7    | Michy Batshuayi     | Belgique       | 2 en 2018, 2 en 2020, 3 en 2022            | 7  |    |   |   |
| 7    | Haris Seferović     | Suisse         | 5 en 2018, 1 en 2020, 1 en 2022            | 7  |    |   |   |
| 7    | Ferran Torres       | Espagne        | 6 en 2020, 1 en 2024                       | 7  |    |   |   |
| 7    | Timo Werner         | Allemagne      | 1 en 2018, 4 en 2020, 2 en 2022            | 7  |    |   |   |
| 7    | Kylian Mbappé       | France         | 1 en 2018, 4 en 2020, 2 en 2022            | 7  |    |   |   |
| 7    | Memphis Depay       | Pays-Bas       | 2 en 2018, 2 en 2020, 3 en 2022            | 7  |    |   |   |
| 7    | Alexander Sørloth   | Norvège        | 3 en 2020, 1 en 2022, 3 en 2024            |    | 7  |   |   |
| 6    | Georginio Wijnaldum | Pays-Bas       | 2 en 2018, 3 en 2020, 1 en 2022            | 6  |    |   |   |
| 6    | Harry Kane          | Angleterre     | 1 en 2018, 2 en 2022, 3 en 2024            | 3  | 3  |   |   |
| 6    | Harry Wilson        | Pays de Galles | 1 en 2018, 1 en 2020, 4 en 2024            |    | 6  |   |   |
| 6    | Eran Zahavi         | Israël         | 1 en 2018, 5 en 2020                       |    | 5  | 1 |   |
| 6    | Răzvan Marin        | Roumanie       | 6 en 2024                                  |    |    | 6 |   |

#### Phase finale
| Rang | Joueur            | Équipe   | Buts | Détail par édition     |
| ---- | ----------------- | -------- | ---- | ---------------------- |
| 1    | Cristiano Ronaldo | Portugal | 5    | 3 en 2019 et 2 en 2025 |
| 2    | Kylian Mbappé     | France   | 4    | 2 en 2021 et 2 en 2025 |
| 2    | Karim Benzema     | France   | 2    | 2 en 2021              |
| 2    | Ferran Torres     | Espagne  | 2    | 2 en 2021              |

#### Ligue A
| Buts | Joueur              | Équipe    | Détail par édition                         |
| ---- | ------------------- | --------- | ------------------------------------------ |
| 15   | Cristiano Ronaldo   | Portugal  | 3 en 2018, 2 en 2020, 2 en 2022, 8 en 2024 |
| 11   | Romelu Lukaku       | Belgique  | 4 en 2018, 6 en 2020, 1 en 2025            |
| 7    | Ferran Torres       | Espagne   | 6 en 2020, 1 en 2024                       |
| 7    | Michy Batshuayi     | Belgique  | 2 en 2018, 2 en 2020, 3 en 2022            |
| 7    | Kylian Mbappé       | France    | 1 en 2018, 4 en 2020, 2 en 2022            |
| 7    | Haris Seferović     | Suisse    | 5 en 2018, 1 en 2020, 1 en 2022            |
| 7    | Timo Werner         | Allemagne | 1 en 2018, 4 en 2020, 2 en 2022            |
| 7    | Memphis Depay       | Pays-Bas  | 2 en 2018, 2 en 2020, 3 en 2022            |
| 6    | Georginio Wijnaldum | Pays-Bas  | 2 en 2018, 3 en 2020, 1 en 2022            |
| 6    | Christian Eriksen   | Danemark  | 4 en 2020, 1 en 2022, 1 en 2024            |
| 5    | Kevin De Bruyne     | Belgique  | 1 en 2020, 2 en 2022, 2 en 2024            |
| 5    | Sergio Ramos        | Espagne   | 3 en 2018, 2 en 2020                       |
| 5    | Olivier Giroud      | France    | 1 en 2018, 3 en 2020, 1 en 2022            |
| 5    | Denzel Dumfries     | Pays-Bas  | 2 en 2022, 3 en 2024                       |

#### Ligue B
| Buts | Joueur              | Équipe             | Détail par édition              |
| ---- | ------------------- | ------------------ | ------------------------------- |
| 19   | Erling Haaland      | Norvège            | 6 en 2020, 6 en 2022, 7 en 2024 |
| 8    | Aleksandar Mitrović | Serbie             | 2 en 2020, 6 en 2022            |
| 8    | Benjamin Šeško      | Slovénie           | 3 en 2022, 5 en 2024            |
| 7    | Alexander Sørloth   | Norvège            | 3 en 2020, 1 en 2022, 3 en 2024 |
| 6    | Harry Wilson        | Pays de Galles     | 1 en 2018, 1 en 2020, 4 en 2024 |
| 5    | Eran Zahavi         | Israël             | 5 en 2020                       |
| 3    | Edin Džeko          | Bosnie-Herzégovine | 3 en 2018                       |
| 3    | Fótis Ioannídis     | Grèce              | 3 en 2024                       |
| 3    | Fredrik Jensen      | Finlande           | 3 en 2020                       |
| 3    | Denis Cheryshev     | Russie             | 2 en 2018, 1 en 2020            |
| 3    | Artyom Dziouba      | Russie             | 1 en 2018, 2 en 2020            |
| 3    | Patrick Schick      | Tchéquie           | 3 en 2018                       |

#### Ligue C
| Buts | Joueur              | Équipe          | Détail par édition   |
| ---- | ------------------- | --------------- | -------------------- |
| 9    | Viktor Gyökeres     | Suède           | 9 en 2024            |
| 6    | Aleksandar Mitrović | Serbie          | 6 en 2018            |
| 6    | Danel Sinani        | Luxembourg      | 3 en 2020, 3 en 2022 |
| 6    | Răzvan Marin        | Roumanie        | 6 en 2024            |
| 5    | James Forrest       | Écosse          | 5 en 2018            |
| 4    | Sokol Cikalleshi    | Albanie         | 4 en 2020            |
| 4    | Rauno Sappinen      | Estonie         | 4 en 2020            |
| 4    | Ádám Szalai         | Hongrie         | 4 en 2018            |
| 4    | Stevan Jovetić      | Monténégro      | 4 en 2020            |
| 4    | Stefan Mugoša       | Monténégro      | 3 en 2018, 1 en 2020 |
| 4    | Haris Vučkić        | Slovénie        | 4 en 2020            |
| 4    | Isaac Price         | Irlande du Nord | 4 en 2024            |
| 4    | Alexander Isak      | Suède           | 4 en 2024            |
| 4    | David Strelec       | Slovaquie       | 4 en 2024            |

#### Ligue D
| Buts | Joueur             | Équipe      | Détail par édition |
| ---- | ------------------ | ----------- | ------------------ |
| 5    | Yura Movsiyan      | Arménie     | 5 en 2018          |
| 5    | Stanislav Dragun   | Biélorussie | 5 en 2018          |
| 4    | Giorgi Chakvetadze | Géorgie     | 4 en 2018          |
| 4    | Klæmint Olsen      | Îles Féroé  | 4 en 2020          |
| 4    | Arbër Zeneli       | Kosovo      | 4 en 2018          |

### Bilan par nation
Le tableau suivant présente le bilan par nation ayant participé au moins une fois au final-four.
| Rang | Équipe     | Vainqueur | Finaliste | Troisième | Quatrième | Édition(s) gagnée(s) | Participations |
| ---- | ---------- | --------- | --------- | --------- | --------- | -------------------- | -------------- |
| 1    | Portugal   | 2         | -         | -         | -         | 2019 et 2025         | 2              |
| 2    | Espagne    | 1         | 2         | -         | -         | 2023                 | 3              |
| 3    | France     | 1         | -         | 1         | -         | 2021                 | 2              |
| 4    | Pays-Bas   | -         | 1         | -         | 1         |                      | 2              |
| 5    | Croatie    | -         | 1         | -         | -         |                      | 1              |
| 6    | Italie     | -         | -         | 2         | -         |                      | 2              |
| 7    | Angleterre | -         | -         | 1         | -         |                      | 1              |
| 8    | Suisse     | -         | -         | -         | 1         |                      | 1              |
| 8    | Belgique   | -         | -         | -         | 1         |                      | 1              |
| 8    | Allemagne  | -         | -         | -         | 1         |                      | 1              |

## Performances des équipes par saison
| Équipe               | Saisons par ligue | Saisons par ligue | Saisons par ligue | Saisons par ligue | 2018-2019 | 2018-2019                  | 2018-2019       | 2020-2021 | 2020-2021                  | 2020-2021       | 2022-2023 | 2022-2023                  | 2022-2023       | 2024-2025 | 2024-2025                  | 2024-2025       | 2026-2027 | 2026-2027 | 2026-2027 |
| Équipe               | A                 | B                 | C                 | D                 | L         | Cla                        | P/R             | L         | Cla                        | P/R             | L         | Cla                        | P/R             | L         | Cla                        | P/R             | L         | Cla       | P/R       |
| -------------------- | ----------------- | ----------------- | ----------------- | ----------------- | --------- | -------------------------- | --------------- | --------- | -------------------------- | --------------- | --------- | -------------------------- | --------------- | --------- | -------------------------- | --------------- | --------- | --------- | --------- |
| Albanie              | -                 | 2                 | 3                 | -                 | C         | 34                         | en stagnation   | C         | 35                         | en augmentation | B         | 27                         | en stagnation   | B         | 29                         | en diminution   | C         |           |           |
| Allemagne            | 5                 | -                 | -                 | -                 | A         | 11                         | en stagnation   | A         | 8                          | en stagnation   | A         | 10                         | en stagnation   | A         | 4                          | en stagnation   | A         |           |           |
| Andorre              | -                 | -                 | -                 | 5                 | D         | 53                         | en stagnation   | D         | 55                         | en stagnation   | D         | 53                         | en stagnation   | D         | 54                         | en stagnation   | D         |           |           |
| Angleterre           | 4                 | 1                 | -                 | -                 | A         | Médaille de bronze, Europe | en stagnation   | A         | 9                          | en stagnation   | A         | 15                         | en diminution   | B         | 17                         | en augmentation | A         |           |           |
| Arménie              | -                 | 1                 | 3                 | 1                 | D         | 45                         | en augmentation | C         | 36                         | en augmentation | B         | 31                         | en diminution   | C         | 40                         | *               | C         |           |           |
| Autriche             | 1                 | 4                 | -                 | -                 | B         | 18                         | en stagnation   | B         | 18                         | en augmentation | A         | 13                         | en diminution   | B         | 22                         | *               | B         |           |           |
| Azerbaïdjan          | -                 | -                 | 3                 | 2                 | D         | 46                         | en augmentation | C         | 43                         | en stagnation   | C         | 38                         | en stagnation   | C         | 47                         | en diminution   | D         |           |           |
| Belgique             | 5                 | -                 | -                 | -                 | A         | 5                          | en stagnation   | A         | 4                          | en stagnation   | A         | 7                          | en stagnation   | A         | 12                         | *               | A         |           |           |
| Biélorussie          | -                 | -                 | 4                 | 1                 | D         | 43                         | en augmentation | C         | 38                         | en stagnation   | C         | 46                         | en stagnation   | C         | 41                         | en stagnation   | C         |           |           |
| Bosnie-Herzégovine   | 2                 | 3                 | -                 | -                 | B         | 13                         | en augmentation | A         | 15                         | en diminution   | B         | 18                         | en augmentation | A         | 16                         | en diminution   | B         |           |           |
| Bulgarie             | -                 | 1                 | 4                 | -                 | C         | 29                         | en augmentation | B         | 31                         | en diminution   | C         | 40                         | en stagnation   | C         | 39                         | *               | C         |           |           |
| Chypre               | -                 | -                 | 5                 | -                 | C         | 36                         | en stagnation   | C         | 46                         | *               | C         | 45                         | en stagnation   | C         | 43                         | en stagnation   | C         |           |           |
| Croatie              | 5                 | -                 | -                 | -                 | A         | 9                          | en stagnation   | A         | 12                         | en stagnation   | A         | Médaille d'argent, Europe  | en stagnation   | A         | 8                          | en stagnation   | A         |           |           |
| Danemark             | 4                 | 1                 | -                 | -                 | B         | 15                         | en augmentation | A         | 7                          | en stagnation   | A         | 5                          | en stagnation   | A         | 7                          | en stagnation   | A         |           |           |
| Écosse               | 1                 | 3                 | 1                 | -                 | C         | 25                         | en augmentation | B         | 23                         | en stagnation   | B         | 20                         | en augmentation | A         | 9                          | *               | B         |           |           |
| Espagne              | 5                 | -                 | -                 | -                 | A         | 7                          | en stagnation   | A         | Médaille d'argent, Europe  | en stagnation   | A         | Médaille d'or, Europe      | en stagnation   | A         | Médaille d'argent, Europe  | en stagnation   | A         |           |           |
| Estonie              | -                 | -                 | 4                 | 1                 | C         | 37                         | en stagnation   | C         | 47                         | *               | D         | 49                         | en augmentation | C         | 44                         | en stagnation   | C         |           |           |
| Finlande             | -                 | 3                 | 2                 | -                 | C         | 28                         | en augmentation | B         | 21                         | en stagnation   | B         | 21                         | en stagnation   | B         | 32                         | en diminution   | C         |           |           |
| France               | 5                 | -                 | -                 | -                 | A         | 6                          | en stagnation   | A         | Médaille d'or, Europe      | en stagnation   | A         | 12                         | en stagnation   | A         | Médaille de bronze, Europe | en stagnation   | A         |           |           |
| Géorgie              | -                 | 2                 | 2                 | 1                 | D         | 40                         | en augmentation | C         | 42                         | en stagnation   | C         | 33                         | en augmentation | B         | 26                         | *               | B         |           |           |
| Gibraltar            | -                 | -                 | 1                 | 3                 | D         | 49                         | en stagnation   | D         | 49                         | en augmentation | C         | 48                         | *               | D         | 52                         | BP              |           |           |           |
| Grèce                | 1                 | 1                 | 3                 | -                 | C         | 33                         | en stagnation   | C         | 37                         | en stagnation   | C         | 34                         | en augmentation | B         | 21                         | *               | A         |           |           |
| Hongrie              | 2                 | 2                 | 1                 | -                 | C         | 31                         | en augmentation | B         | 20                         | en augmentation | A         | 8                          | en stagnation   | A         | 11                         | *               | B         |           |           |
| Îles Féroé           | -                 | -                 | 2                 | 3                 | D         | 50                         | en stagnation   | D         | 50                         | en augmentation | C         | 41                         | en stagnation   | C         | 42                         | en stagnation   | C         |           |           |
| République d'Irlande | -                 | 5                 | -                 | -                 | B         | 23                         | en stagnation   | B         | 28                         | en stagnation   | B         | 26                         | en stagnation   | B         | 28                         | *               | B         |           |           |
| Irlande du Nord      | -                 | 3                 | 2                 | -                 | B         | 24                         | en stagnation   | B         | 32                         | en diminution   | C         | 44                         | en stagnation   | C         | 36                         | en augmentation | B         |           |           |
| Islande              | 2                 | 2                 | 1                 | -                 | A         | 12                         | en stagnation   | A         | 16                         | en diminution   | B         | 24                         | en stagnation   | B         | 27                         | *               | C         |           |           |
| Israël               | 1                 | 3                 | 1                 | -                 | C         | 30                         | en augmentation | B         | 26                         | en stagnation   | B         | 17                         | en augmentation | A         | 14                         | en diminution   | B         |           |           |
| Italie               | 5                 | -                 | -                 | -                 | A         | 8                          | en stagnation   | A         | Médaille de bronze, Europe | en stagnation   | A         | Médaille de bronze, Europe | en stagnation   | A         | 5                          | en stagnation   | A         |           |           |
| Kazakhstan           | -                 | 1                 | 3                 | 1                 | D         | 47                         | en augmentation | C         | 45                         | *               | C         | 36                         | en augmentation | B         | 31                         | en diminution   | C         |           |           |
| Kosovo               | -                 | 1                 | 3                 | 1                 | D         | 42                         | en augmentation | C         | 44                         | en stagnation   | C         | 39                         | en stagnation   | C         | 38                         | *               | B         |           |           |
| Lettonie             | -                 | -                 | 1                 | 3                 | D         | 51                         | en stagnation   | D         | 53                         | en stagnation   | D         | 50                         | en augmentation | C         | 45                         | BR              |           |           |           |
| Liechtenstein        | -                 | -                 | -                 | 5                 | D         | 52                         | en stagnation   | D         | 51                         | en stagnation   | D         | 55                         | en stagnation   | D         | 53                         | en stagnation   | D         |           |           |
| Lituanie             | -                 | -                 | 4                 | 1                 | C         | 39                         | en stagnation   | C         | 41                         | en stagnation   | C         | 47                         | *               | C         | 48                         | en diminution   | D         |           |           |
| Luxembourg           | -                 | -                 | 3                 | 1                 | D         | 44                         | en augmentation | C         | 39                         | en stagnation   | C         | 37                         | en stagnation   | C         | 46                         | BR              |           |           |           |
| Macédoine du Nord    | -                 | 1                 | 3                 | 1                 | D         | 41                         | en augmentation | C         | 40                         | en stagnation   | C         | 42                         | en stagnation   | C         | 35                         | en augmentation | B         |           |           |
| Malte                | -                 | -                 | -                 | 4                 | D         | 54                         | en stagnation   | D         | 52                         | en stagnation   | D         | 52                         | en stagnation   | D         | 51                         | BP              |           |           |           |
| Moldavie             | -                 | -                 | 2                 | 3                 | D         | 48                         | en augmentation | C         | 48                         | *               | D         | 51                         | en stagnation   | D         | 49                         | en augmentation | C         |           |           |
| Monténégro           | -                 | 2                 | 3                 | -                 | C         | 35                         | en stagnation   | C         | 34                         | en augmentation | B         | 28                         | en stagnation   | B         | 30                         | en diminution   | C         |           |           |
| Norvège              | 1                 | 3                 | 1                 | -                 | C         | 26                         | en augmentation | B         | 22                         | en stagnation   | B         | 23                         | en stagnation   | B         | 18                         | en augmentation | A         |           |           |
| Pays-Bas             | 5                 | -                 | -                 | -                 | A         | Médaille d'argent, Europe  | en stagnation   | A         | 6                          | en stagnation   | A         | 4                          | en stagnation   | A         | 6                          | en stagnation   | A         |           |           |
| Pays de Galles       | 2                 | 3                 | -                 | -                 | B         | 19                         | en stagnation   | B         | 17                         | en augmentation | A         | 16                         | en diminution   | B         | 19                         | en augmentation | A         |           |           |
| Pologne              | 4                 | 1                 | -                 | -                 | A         | 10                         | en stagnation   | A         | 10                         | en stagnation   | A         | 11                         | en stagnation   | A         | 13                         | en diminution   | B         |           |           |
| Portugal             | 5                 | -                 | -                 | -                 | A         | Médaille d'or, Europe      | en stagnation   | A         | 5                          | en stagnation   | A         | 6                          | en stagnation   | A         | Médaille d'or, Europe      | en stagnation   | A         |           |           |
| Roumanie             | -                 | 3                 | 2                 | -                 | C         | 32                         | en augmentation | B         | 25                         | en stagnation   | B         | 29                         | en diminution   | C         | 33                         | en augmentation | B         |           |           |
| Russie               | -                 | 3                 | 1                 | -                 | B         | 17                         | en stagnation   | B         | 24                         | en stagnation   | B         | DSQ                        | en diminution   | DSQ       | DSQ                        | DSQ             |           |           |           |
| Saint-Marin          | -                 | -                 | 1                 | 4                 | D         | 55                         | en stagnation   | D         | 54                         | en stagnation   | D         | 54                         | en stagnation   | D         | 50                         | en augmentation | C         |           |           |
| Serbie               | 2                 | 2                 | 1                 | -                 | C         | 27                         | en augmentation | B         | 27                         | en stagnation   | B         | 19                         | en augmentation | A         | 10                         | *               | A         |           |           |
| Slovaquie            | -                 | 2                 | 3                 | -                 | B         | 21                         | en stagnation   | B         | 30                         | en diminution   | C         | 43                         | en stagnation   | C         | 37                         | *               | C         |           |           |
| Slovénie             | -                 | 3                 | 2                 | -                 | C         | 38                         | en stagnation   | C         | 33                         | en augmentation | B         | 25                         | en stagnation   | B         | 25                         | *               | B         |           |           |
| Suède                | 1                 | 3                 | 1                 | -                 | B         | 16                         | en augmentation | A         | 14                         | en diminution   | B         | 30                         | en diminution   | C         | 34                         | en augmentation | B         |           |           |
| Suisse               | 4                 | 1                 | -                 | -                 | A         | 4                          | en stagnation   | A         | 11                         | en stagnation   | A         | 9                          | en stagnation   | A         | 15                         | en diminution   | B         |           |           |
| Tchéquie             | 2                 | 3                 | -                 | -                 | B         | 20                         | en stagnation   | B         | 19                         | en augmentation | A         | 14                         | en diminution   | B         | 20                         | en augmentation | A         |           |           |
| Turquie              | 1                 | 3                 | 1                 | -                 | B         | 22                         | en stagnation   | B         | 29                         | en diminution   | C         | 35                         | en augmentation | B         | 23                         | *               | A         |           |           |
| Ukraine              | 1                 | 4                 | -                 | -                 | B         | 14                         | en augmentation | A         | 13                         | en diminution   | B         | 22                         | en stagnation   | B         | 24                         | *               | B         |           |           |

| Légende : · Vainqueur · Finaliste · Troisième · 4 Quatrième · Promotion · Maintien · Relégation · BP Admission aux barrages de promotion · BR Admission aux barrages de relégation · * Promotion après barrages de promotion · * Maintien après barrages de promotion ou de relégation · * Relégation après barrages de relégation · Q Qualification pour la phase finale · DSQ En raison de l'invasion de l'Ukraine, la Russie a été suspendue de la compétition. · Le bord rouge indique que le pays est hôte de la phase finale |

Les pays suivants sont les seuls à avoir toujours participé à la Ligue A : Allemagne, Belgique, Croatie, Espagne, France, Italie, Pays-Bas, Portugal.